# 傑克·賽耶
約翰·博蘭·賽耶三世（英語：John Borland Thayer III，1894年12月24日—1945年9月20日），或稱傑克·賽耶（英語：Jack Thayer），是英國皇家郵輪鐵達尼號上的頭等艙乘客之一，以鐵達尼號沉沒事故生還者的身分聞名，因為他待到沉沒前最後一刻，並提供了幾個關於災難的第一手資料而是重要的證人。事故當時17歲，而且是極少數存活下來的落海者之一。

## 家庭
1894年12月24日，約翰·博蘭·賽耶三世出生於美國賓夕法尼亞州費城，又稱為傑克·賽耶。他是美國貴族家庭賽耶家族的成員，父親約翰·賽耶是賓夕法尼亞鐵路董事兼第二副總裁，母親是費城社交名媛瑪麗安·塞耶。

## 搭乘鐵達尼號

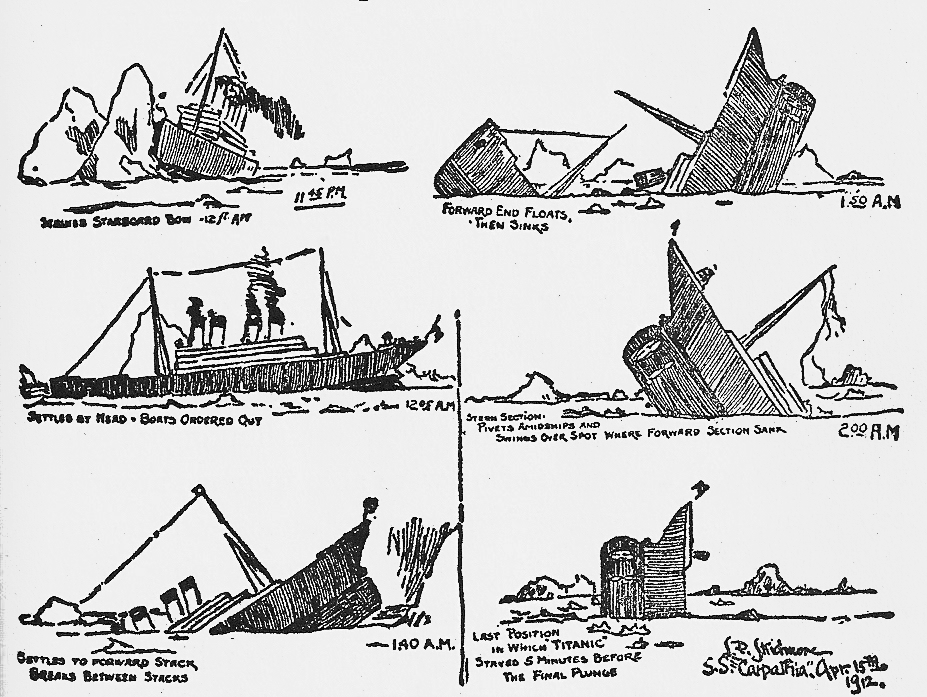
傑克·賽耶描繪鐵達尼號沉沒過程的手稿，他是14位主張船體在海面上分裂的生還者之一，1985年已證實他的說法正確。這張圖是他在卡柏菲亞號上畫的。

1912年4月，17歲的傑克·賽耶和父母及女僕瑪格麗特·弗萊明（Margaret Fleming）一起前往英國，並於同年4月10日星期三從南安普敦港登上鐵達尼號。傑克·賽耶一人住在C-70頭等客艙，與他父母的C-68頭等客艙相鄰。4月14日星期天上午，傑克·賽耶與父母曾和白星航運董事長兼總經理布魯斯·伊斯梅、鐵達尼號總設計師湯瑪斯·安德魯斯、加拿大大主幹鐵路公司老闆查爾斯·海斯等人一起度過了很多時間。傑克·賽耶回憶當天下午時，氣溫明顯變冷，布魯斯·伊斯梅曾向他們一家人展示有關海冰警告的電報，並告訴他們要到21時左右才會到達那個位置。晚餐後，傑克·賽耶在頭等餐廳認識一名獨自旅行的美國法官之子米爾頓·隆（Milton Clyde Long），兩人聊了一個小時左右。
傑克·賽耶後來穿上大衣至甲板散步，他回憶道：「變得非常冷，那是一個星光燦爛的夜晚，沒有月亮，我從沒見過星星這麼亮，它們在天空中就像切割過的鑽石一樣閃亮。水面上有一道很難察覺的薄霧。我很常坐船渡海，但我從來沒見過比當天更平滑的海洋，它就像池塘一樣純淨無邪，讓這艘大船靜靜的掠過它」。他大約23時返回客房，後來提到「我們正以22或23節的速度航行，完全沒有降低速度」。當他準備就寢時，鐵達尼號撞上冰山，「我立刻意識到這艘船已經轉向移動，好像她被輕輕推了一下。如果我手裡拿著滿滿一杯水的話，也不會有一滴水溢出來，震動是如此輕微。發動機幾乎瞬間停了下來」。他再度穿上大衣，和父親前往左舷側的甲板上走動觀看，但什麼異狀都沒看到，他走向船首，看見井圍甲板有許多東西散落著（後來他得知是冰塊）。他回憶道：「沒人聯想到任何嚴重事故，這是一艘不沉之船」。
碰撞後大約15分鐘，傑克·賽耶察覺到左舷和船首已經明顯有了傾斜角度。他和父親進入走廊，遇到船長愛德華·約翰·史密斯、布魯斯·伊斯梅和湯瑪斯·安德魯斯後，很幸運的提早得知這艘船即將沉沒的消息。傑克·賽耶和父親回房穿上救生衣後，再與母親及女僕四人前往A層甲板的頭等休息室，那裡擠滿了乘客，並遇到晚餐時認識的米爾頓·隆（事後隆在冰山事故當時不幸遇難，不過他的遺體成功被找到，繡有名字的手帕確認了他的身分）。後來五個人走到A層甲板上，找尋正確的避難地點。然後他們看見船員正在揭開救生艇的帆布並做準備使用它們。他回憶道：「一切都相當有序，船員至少似乎知道他們在做什麼」。大約12時45分，煙囪逸出巨大的噪音（來自鍋爐房的大量蒸氣），並開始發射遇險訊號彈。他們一行人決定回到擁擠但是比較溫暖的走廊。不久後，他們聽到服務員們大聲宣布「所有女人都到左舷側」，傑克·賽耶向前往搭乘救生艇的母親及女僕道別後，與父親及米爾頓·隆走向右舷，尋找其他的避難指示。然而，一直沒有接收到任何指示，只能和其他乘客、工作人員、餐廳服務生排成一列等候指示，甲板變得非常擁擠，而且煙囪噪音更大了。當他們走進擠滿的大廳時，人群沖散了他們，傑克·賽耶與父親被迫分開，無法再找到他。
傑克·賽耶和米爾頓·隆回到右舷時，大約1時25分，船首朝下，並且遭海水完全淹沒。有幾艘救生艇已經下水，而且沒有載滿人。甲板上仍充滿煙囪噪音，樂隊在演奏。此時右舷出現混亂，有一大群人試圖登上救生艇，傑克·賽耶回憶道：「就我所見，那邊沒有女人。我看到布魯斯·伊斯梅一直在協助乘客登上最後一艘救生艇，最後自己也坐進去」。據他表示，A層甲板走廊上也很混亂，許多船員和男人試圖擅自登上救生艇或跳海，並且出現槍聲。他與米爾頓·隆爭論著是否應該爭取登上最後兩艘救生艇之一，最終決定不嘗試。最後一艘救生艇下水後，船首快速下沉。大約1時50分，傑克·賽耶提議跳海求生，因為他是游泳運動員；米爾頓·隆表示勸阻，因為可能會撞上殘骸或其他東西。大約2時15分，海水已經在甲板上爬行，並以相當快的速度下沉，艦橋已經淹沒在水下20公尺處。海水也將人群趕往船尾移動，當時船上全部的燈光仍然亮著。傑克·賽耶回憶道：「船內偶爾會傳出悶響或爆炸聲。當時沒有任何徵兆，她突然開始以大約15度角往前沉入水中。海浪沖向我們時還伴隨著巨大轟鳴聲，也混雜著更多的悶響。當時就像站在鐵路鋼橋下，一列高速火車從高處呼嘯而過，充滿鋼鐵扭曲和大規模瓷器爆裂的混合聲音」。傑克·賽耶和米爾頓·隆採取行動，握手道別並祝福對方後，一起從4至5公尺高的右舷欄杆處跳入水中。他再也沒見過米爾頓·隆。
傑克·賽耶在海水中旋轉，朝著遠離船的方向游泳，他回憶道：「這艘船似乎被一道眩光包圍著，在夜幕中彷彿正在著火。...突然間，整艘船的上層建築似乎從中間分裂了，有些東西噴飛出來，煙囪倒塌時爆出一片火花」這事後被證明可能是船隻部分或完全斷裂。隨後，顛倒的B折疊艇上有人隨手將他拉上去避難。他轉頭看向鐵達尼號，後來回憶道：「她的甲板向我這裡稍微轉了一點，我們可以看見還有一千五百人仍在船上，像蜂群那樣緊緊的聚集成一團；巨大無比的船尾聳立著，直入雲霄。然後似乎暫停了，就是靜止不動，感覺大約一分鐘吧！漸漸的，甲板在我們面前轉過去，彷彿不想讓我們看見這可怕的奇觀。我們翻倒的船上有一個槳，儘管有幾個人在我們的呼喊和祈禱中努力的划，但我們卻逐漸被吸入一個巨大的旋轉物。我向上看——我們就在三個巨大的螺旋槳下方。有一瞬間，我認為它們肯定會掉在我們頭上。然後，在最後幾個艙壁破裂的爆炸聲中，她從我們身邊悄悄滑入海中。...最後沒有明顯的吸力，海面上幾乎沒有我們能看到的殘骸」。
他和其他27人，包括初級電報員哈羅德·布萊德、阿奇博·格雷西四世、首席麵包師查爾斯·賈克林、二副查爾斯·萊托勒都在這艘不穩定的折疊艇上，他們努力平衡了好幾個小時。傑克·賽耶回憶道：「我們站著、坐著、跪著、躺著，想盡辦法待在所有可能的位置，只為了在船板上獲得半英寸的浮力，這是我們避免摔進冰水中的唯一辦法。我跪著，一個男人也跪在我的腿上，雙手搭在我肩膀上，有人也搭在他身上。一旦找到可以堅持住的位置後，我們就無法移動了。電報員哈羅德·布萊德躺在我面前，他的雙腳卡在水裡的軟木碰墊上，大概水下2英尺。...在這段時間裡，沒有人敢亂動，因為我們不知道救生艇什麼時候會翻倒，把我們全部扔進大海。船底的浮力逐漸減弱，使我們越來越沉入水中」。哈羅德·布萊德告訴其他人已經發出「CQD」遇險呼叫，並且二副查爾斯·萊托勒預計4時左右卡柏菲亞號可以抵達。
傑克·賽耶也表示，沉船現場十分令人難過，當下充滿了掙扎呼救聲，持續了20至30分鐘後逐漸消失，並與「夏夜蝗蟲」的聲音相比較。他質疑，在鐵達尼號沉沒之後，那些沒坐滿人的救生艇只有離開四五百公尺遠，可以明顯聽著哭聲和求救聲，但仍然沒有回來救人——「怎麼可能沒有人聽到那些哭泣聲？他們只是擔心救生艇會被落海者弄翻。沒人能解釋清楚。在任何調查中都沒有令人滿意的解釋」。在翻倒的B折疊艇上度過了一夜後，大約6時30分，12號救生艇將這28人接走。傑克·賽耶沒有注意到他的母親在附近的4號救生艇上；她也沒注意到傑克·賽耶。4月15日8時30分，卡柏菲亞號救起傑克·賽耶和12號救生艇的人。他的父親最終沒有登上任何救生艇而罹難，遺體也從未尋獲。幾乎所有數百位生還者都是從甲板登上救生艇的人，只有極少數人落海後被拉上救生艇而倖存。傑克·賽耶是大約40名跳入或跌入海中最後存活的幸運生還者之一。

## 鐵達尼號證詞
1940年，傑克·賽耶自行印刷了500本小冊子，名為《鐵達尼號沉沒事故》（The Sinking of the S.S. Titanic），在這本著作中分享了他在鐵達尼號上的經歷及生動的沉沒細節，全部送給家人和朋友。海洋學家羅伯·巴拉德用它來參考鐵達尼號殘骸的確切位置，並證明該船在沉沒時斷裂成兩半，與發現前世人的普遍看法相反。傑克·賽耶是那些清楚主張船體在海面上分裂的14名生還者之一，羅伯·巴拉德最終因為發現殘骸而證實了他們的說法。在阿奇博·格雷西四世的書《鐵達尼號：生還者故事》（Titanic: A Survivor's Story）的現代版本中，傑克·賽耶的敘述有時與格雷西四世的災難回憶在一起。

## 個人生活
傑克·賽耶後來畢業於賓夕法尼亞大學，並成為該校聖安東尼會社的成員。在第一次世界大戰期間，他曾擔任美國陸軍砲兵軍官。戰後擔任賓夕法尼亞大學的財務副部長。

## 自殺身亡
在第二次世界大戰期間，傑克·賽耶的兩個兒子都加入了武裝部隊。1943年，長子愛德華·卡薩特（Edward Cassatt）的轟炸機在太平洋戰區遭敵軍擊落後，美國國防部列為失蹤者並推定死亡，遺體從未尋獲。當傑克·賽耶得知消息後罹患重性憂鬱障礙。傑克·賽耶的母親瑪麗安·塞耶於1944年4月14日逝世，這是鐵達尼號與冰山相撞的32週年紀念日。她的逝世似乎使他進一步陷入精神低潮，並於1945年9月20日自殺。他的屍體被發現在費城西區第48街和帕克賽德大街的一輛汽車上，他的喉嚨和手腕都切開了。之後埋葬在賓夕法尼亞州布林莫爾的救世主公墓教堂（The Church of the Redeemer Cemetery）

## 延伸閱讀
- Titanic: A Survivor's Story and the Sinking of the S.S. Titanic by Archibald Gracie IV and Jack Thayer, Academy Chicago Publishers, 1988 ISBN 0-89733-452-3
- Titanic: Triumph and Tragedy, by John P. Eaton and Charles A. Haas, W.W. Newton & Company, 2nd edition 1995 ISBN 0-393-03697-9
- A Night to Remember, by Walter Lord, ed. Nathaniel Hilbreck, Owl Books, rep. 2004, ISBN 0-8050-7764-2

## 外部連結
- Encyclopedia Titanica article on John Borland Thayer III （页面存档备份，存于）
- John B. Thayer memorial collection of the Sinking of the Titanic （页面存档备份，存于） Kislak Center for Special Collections, Rare Books and Manuscripts, University of Pennsylvania